# 都靈新門車站
都靈新门车站（義大利語：Torino Porta Nuova）是意大利北部城市都灵的主要火车站，是意大利仅次于罗马特米尼车站、米兰中央车站的第三繁忙火车站。平均日客流量达到192,000人次，年平均客流量达到7000万人次，日平均车次350辆。车站位于维托里奥·埃马努埃莱二世大街正对卡洛·腓力切广场。
车站设有往返于米兰和都灵之间的米兰－都灵高速铁路 ，火车站下方设有都灵地铁1号线 Porta Nouva 站于2007年10月5日通车。 
该车站建于1861年，1868年完成，但在1864年已经开放。当时意大利首都由都灵迁往佛罗伦萨 。

## 历史
新门火车站主体建筑始建于公元 1861年，最初的建筑设计中，在车站到达大厅与出发大厅之间有着明显分界。出发大厅由一个巨大的酒吧沙龙组成，其中装饰着罗马式立柱，并在墙上粉刷出意大利135个主要城市到都灵的距离。车站内包含三个休息室、一个售票办公室、皇家大厅以及咖啡厅。
火车站首次对公众开放是在1864年——尽管整体建筑完工是在4年后的1868年。当时并没有官方的庆祝活动，是由于当时意大利首都刚从都灵迁移到佛罗伦萨。事实上，官方的庆祝活动直到2009年2月4日 ，火车站命名为“新门”是由于曾经在其南部城墙附近有一个旧城门（在罗马街的尽头，曾经叫“新街（via Nuova）”）。直到19世纪初叶，城墙被彻底毁坏，只留下当年的帕拉蒂内城门，并且他们旧时的名称如今已成为地区名称（例如：Porta Susa火车站）。
恩佐·法拉利于1918-1919 年在都灵工作时，经常光顾其附近的一家咖啡厅“ Bar del Nord”。并在此发现了汽车业和竞速竞技之间的联系。